# Siegfried Müller (Söldner)
Siegfried Friedrich Heinrich Müller (* 26. Oktober 1920 in Crossen an der Oder; † 17. April 1983 in Boksburg, Südafrika), genannt Kongo-Müller, war in den 1960er-Jahren als Söldner an der Niederschlagung der Simba-Rebellion im Kongo beteiligt.

## Leben

### Jugend und Kriegseinsatz
1931 trat Müller der Jugendorganisation des Scharnhorstbundes (Stahlhelm) bei, wechselte ab Oktober 1933 in die Hitlerjugend, wo er von 1934 bis zum Abitur 1938 als Fähnleinführer diente. Ab Sommer 1938 meldete er sich als Vorzeitig Freiwillig Dienender zum Reichsarbeitsdienst (RAD Abteilung 2/101, Bau-Bataillon 123). Im Oktober 1939 wechselte er in die Wehrmacht und diente dort bis 1945 auf den Kriegsschauplätzen in Polen, Frankreich und der Sowjetunion. Er diente zunächst bei der Artillerietruppe und wechselte dann über eine infanteristische Verwendung zu den Panzerjägern.

#### Beförderungen
Müller wurde 1940 Gefreiter, 1943 Obergefreiter und im gleichen Jahr noch Unteroffizier, 1944 Fahnenjunker und 1945 Oberfähnrich.

#### Orden und Auszeichnungen
- 1940: Schutzwall-Ehrenzeichen
- 1942: Allgemeine Sturmabzeichen
- 1942: Ostmedaille
- 1943: Eisernes Kreuz 2. Klasse
- 1945: Eisernes Kreuz 1. Klasse
- 1945: Verwundetenabzeichen Silber

### Nachkriegszeit
Mit einem Steckschuss in der Wirbelsäule geriet Müller 1945 in einem Feldlazarett bei Langen in US-amerikanische Kriegsgefangenschaft, aus der er im Jahre 1947 entlassen wurde. Zwischen 1948 und 1956 diente Müller als Offizier in den sogenannten Amerikanischen Dienstgruppen (Labor Service Units) auf den US-amerikanischen Militärflugplätzen Landstuhl und Rhein-Main Air Base. Er leitete zwei Jahre lang als Chief Watchman eine Wacheinheit der sogenannten Industriepolizei (Industrial Police), ihm waren ungefähr 5 Watchmen unterstellt.
Später erstellte Müller im Amt Blank Ausarbeitungen unter anderem über Panzerabwehrwaffen. Auch arbeitete er in der Gesellschaft für Wehrkunde in Frankfurt mit, die sich mit Aufgaben der Planung der neuen Streitkräfte Deutschlands beschäftigte, wie Schockwirkung im ersten Einsatz oder die Gliederung einer neuen Division. Außerdem arbeitete Müller in der Gesellschaft für freiheitliche Militärpolitik.
Nach dem erfolglosen Versuch, der Bundeswehr beizutreten, verdingte sich Müller für eine Erdölfirma in Nordafrika, wo er Minen aus dem Zweiten Weltkrieg räumte. 1962 emigrierte er mit Ehefrau und Tochter nach Südafrika.

### Als Söldner im Kongo
In den Jahren 1964 und 1965 diente er als Söldner im 5. Kommando von Mike Hoare. Ihn hatte Moïse Tschombé angeheuert, um im Kongo den Aufstand der Simbas niederzuschlagen.
Müller gehörte zur ersten Gruppe von 38 Söldnern, die, aus Südafrika kommend, am 21. August 1964 in Kamina eintrafen. Hoare ernannte Müller zu einem der drei Offiziere der neu formierten Einheit. Hoare beeindruckte zum einen das Eiserne Kreuz Müllers, zum anderen, dass dieser eine Schreibmaschine mitgebracht hatte, was ihn für Hoare als erfahrenen Soldaten auswies. Bereits zwei Tage nach der Ankunft in Kamina wurde die Einheit mit dem Flugzeug in die Nähe von Moba verlegt. Von dort wollte Hoare mit 24 Mann in drei Sturmbooten über den Tanganyikasee vorrücken, um Albertville anzugreifen und dort europäische Geiseln zu befreien. Die Fahrt auf dem See gestaltete sich mühselig, in der zweiten Nacht fielen zwei der drei Außenbordmotoren aus, und die Söldner mussten weite Strecken paddelnd zurücklegen. Am Stadtrand wurde die Gruppe aus einem Krankenhaus beschossen. Bei dem Gefecht starben die beiden Deutschen Bernd Köhlert und Walter Nestler. Der Rest der Einheit schlug sich zurück nach Kamina durch.
Nach diesem Fehlschlag baute Hoare das 5. Kommando mit rund 300 Mann auf. Er beförderte Müller zum Hauptmann und beauftragte ihn mit dem Aufbau des 52. Kommandos, das Ende September drei Offiziere und 50 Mannschaften umfasste, denen eine Kompanie von 150 kongolesischen Soldaten zugeordnet war. Die Einheit bestand aus Fallschirmjägern unterschiedlicher Nationalitäten und deutschen Söldnern. Nach der Einnahme von Boende durch die Rebellen griff Müller den Ort am 19. September von Coquilhatville mit seinem Kommando an, wurde aber zurückgeschlagen. Dabei starb der deutsche Söldner Fritz Kötteritzsch. Demoralisiert setzte sich daraufhin fast die Hälfte der Söldner von der Einheit ab.
Wenige Tage später traf der deutsche Reporter Gerd Heidemann beim Kommando 52 im Ort Bikili ein. Seine Artikel und Fotos im Stern machten Siegfried Müller in der Bundesrepublik bekannt. Zur Verstärkung des Kommandos 52 rückte das Kommando 54 in Bikili ein. Müller übernahm die Befehlsgewalt über beide Einheiten und plante mit ihnen einen erneuten Angriff auf Boende. Bevor es dazu kommen konnte, traf Mike Hoare ein, der von Berichten über die schlechte Stimmung im Kommando 52 alarmiert worden war. Nach seiner Ankunft schickte er sofort Gerd Heidemann und dessen Kollegen Ernst Petry weg, weil er negative Berichterstattung über die Kriegsführung der Söldner befürchtete. Hoare setzte Müller als Zugführer ab, beließ ihm aber die Planung für den Angriff auf Boende. Jahre später begründete Hoare die Absetzung damit, dass das Kommando 52 eine verunsicherte Einheit gewesen sei und Müller gegenüber seinen Untergebenen zu große Distanz gehalten habe. Zudem besaß Müller trotz seiner jahrelangen Tätigkeit für die US-Armee nur rudimentäre Englischkenntnisse und konnte sich deshalb schlecht mit der Mehrzahl seiner Untergebenen verständigen. Die Einnahme von Boende wurde nach Müllers Plänen ausgeführt und gelang ohne einen Verlust unter den beiden Kommandos.
Hoare beförderte im Januar 1965 Müller zum Major und übertrug ihm die Leitung der Militärbasis des 5. Kommandos in Kamina. Dort wurden die neu angekommenen Söldner ausgebildet und erhielten Waffen und Ausrüstung. Vom 6. bis 13. Februar 1965 führte Müller eine große Kolonne von Stanleyville nach Paulis. In einem Hinterhalt bei Bafwasende starben rund 15 von Müllers Männern, davon drei Söldner. Zwölf weitere Söldner wurden verwundet. Die Hälfte der rund vierzig Fahrzeuge wurde zerstört.

### Als Zivilist in Südafrika
Im Mai 1965 zog sich Müller in seine Wahlheimat Südafrika zurück und betrieb dort unter anderem ein Sicherheitsunternehmen. Über seine Erfahrungen im Kongo veröffentlichte er in Frankreich das Buch Les nouveaux mercenaires sowie zwei Aufsätze in Militärzeitschriften der Schweiz und Frankreichs. Er starb 1983 an Magenkrebs.
Im November 1965 hielt sich Müller offenbar wieder in der Bundesrepublik auf und schlug dem damaligen Verteidigungsminister Kai-Uwe von Hassel vor, eine Akademie zum Aufbau von Kommandotruppen zu gründen, die in der Lage sein sollten, den „subversiven“ oder „revolutionären Krieg“ zu führen. Darin sollten vorzugsweise französische, aber auch britische und US-amerikanische Erfahrungen seit dem Zweiten Weltkrieg unterrichtet werden. Müllers Brief aus Frankfurt am Main vom 15. November 1965 wurde dem Minister zwar vorgelegt, die Reaktion darauf ist unbekannt.

## „Kongo-Müller“ in den Medien

### Die Medien der Bundesrepublik
Trotz der im Vergleich zu Söldnerführern im Kongo wie Mike Hoare, Bob Denard oder Jean Schramme geringen Bedeutung und militärischen Erfolge erreichte Müller in Deutschland und im Ausland einen hohen Bekanntheitsgrad. Das lag im Wesentlichen daran, dass sich Müller gerne für Journalisten in Szene setzte. Den Anfang machten die Berichte von Heidemann und Petry im Stern, in dem der mit menschlichem Schädel und Knochen dekorierte Jeep Müllers zu sehen war. Die Serie wurde mit dem World Press Photo Award ausgezeichnet und so international bekannt. Auch in den deutschen Illustrierten wie Revue und Quick erschienen groß aufgemachte Artikel über Müller.
Die Berichte über Müller auch in den seriösen Medien waren häufig von Übertreibungen gekennzeichnet. So wurde ihm immer wieder eine Vergangenheit in der SS angedichtet. Die FAZ beförderte ihn zum Hauptmann der Wehrmacht, obwohl Müller selbst seinen Dienstgrad nur als Oberleutnant angegeben hatte und selbst dies noch unzutreffend war, da er bei Kriegsende nur Oberfähnrich gewesen war. Laut Spiegel führte Müller das 5. Kommando, das in Wahrheit Mike Hoare unterstand, der wiederum Müllers Vorgesetzter war.

### Die Medien der DDR
Im Jahr 1966 erwarben die DDR-Autoren Gerhard Scheumann und Walter Heynowski die Tonbandaufnahmen und Fotos von Gerd Heidemann. Im Rahmen der DDR-Kampagne gegen den – aus DDR-Sicht – Neokolonialismus der Bundesrepublik in Afrika nutzten Scheumann und Heynowski das Material für mehrere Filme und drei Bücher, in denen Müller eine wesentliche Rolle spielte:
- Kommando 52 war eine Kompilation aus Film- und Tonbandaufnahmen sowie Fotos, die ein „schonungsloses Gesamtbild des Söldnerkommandos 52“[14] zeigen sollte. Der Film wurde am 16. November 1965 auf der Leipziger Dokumentarfilmwoche uraufgeführt. In der Bundesrepublik wurde Kommando 52 umgehend zum Sperrfilm erklärt, der nicht gezeigt werden durfte.

- Der lachende Mann wurde erstmals am 9. Februar 1966 im Programm des DFF ausgestrahlt. Er gibt ein Interview wieder, das Scheumann und Heynowski im November 1965 mit Müller in München gedreht hatten. Dabei hatten sie sich als westdeutsche Journalisten ausgegeben. Der Film löste wegen Müllers Aussagen („Wir haben für Europa gekämpft, für die Idee des Westens […]. Denn Afrika ist für mich nichts anderes als die Verteidigung des Westens in Afrika.“) einen Skandal aus. Die öffentliche Aufführung des Films wurde in der Bundesrepublik Deutschland wiederholt von der Polizei unterbunden, da er vom Bundesamt für gewerbliche Wirtschaft aufgrund eines Verstoßes gegen das Verbringungsgesetz als Film mit propagandistischen Inhalten gegen die Politik der Bundesrepublik nicht zugelassen wurde. Das gleichnamige Buch erschien im selben Jahr im Verlag der Nation. Über die langfristige öffentliche Wirkung des Films schrieben die Historiker Torsten Thomas und Gerhard Wiechmann im Jahr 2009: „Durch […] ‚Der lachende Mann‘ wurde Siegfried Müller, eine völlig marginale Figur des Söldnereinsatzes im Kongo, als ‚Kongo-Müller‘ zum Typus des modernen Söldners schlechthin stilisiert: zynisch, brutal, aber dabei jovial und durchaus intelligent. Wird heute noch in Deutschland das Söldnerwesen thematisiert, erscheint ein Foto vom ‚lachenden Mann‘ in der Presse.“[15]

- PS zum lachenden Mann wurde am 13. September 1966 im DFF ausgestrahlt. In ihm äußern sich fünf Weggefährten über Müller, so ein Schulfreund und ein französischer Fallschirmjäger-Offizier.[16]

- Der Fall Bernd K. von 1967 war ein Film über Bernd Köhlert. Er sollte zeigen, wie der in der DDR zur Schule gegangene Köhlert von der westdeutschen Politik, den Medien und schließlich auch von Müller so manipuliert wurde, dass er sich als Söldner anheuern ließ. Der halbstündige Film wurde am 3. Dezember 1967 erstmals im DDR-Fernsehen aufgeführt, im darauffolgenden Jahr erschien das gleichnamige Buch. Anders als die vorherigen Filme wurde Der Fall Bernd K. im Westen allerdings kaum beachtet, weil das Thema nicht mehr aktuell war.

- Der Bildband Kannibalen enthielt großformatige Fotos, die von Gerd Heidemann, aber angeblich auch von beteiligten Söldnern stammten und in einem Fall sogar bei einem gefallenen Offizier abgenommen worden waren.[17]

## Zu Müllers Persönlichkeit
Der Guardian-Korrespondent Anthony Mockler schrieb: „Müller war alles andere als ein sadistischer Kriegsverbrecher auf der Flucht. Vielmehr war er eine Mischung aus Selbstdarsteller und Intellektuellem. Er war kein besonders guter Soldat, aber ein ziemlich anständiger Mensch.“ In einer Kritik zu Der lachende Mann schrieb Robert Michel: „Diese Gestalt birst vor Widersprüchlichkeiten, die das Interesse an ihrem Studium wecken. Kongo-Müller paßt nicht in das Klischee vom Söldner, das wir alle mehr oder weniger stark ausgeprägt mit uns herumtrugen.“
Für Mike Hoare war Müller „preußisch wie eine Pickelhaube. […] Er […] bat gleich zu Beginn um Erlaubnis, das Eiserne Kreuz tragen zu dürfen, und ich erteilte sie bereitwillig. Ich glaube nicht, dass ich ihn danach jemals ohne den Orden an seiner Brust sah. Gerüchte behaupteten, er habe ein zweites Exemplar für seinen Schlafanzug gehabt, aber dafür kann ich nicht bürgen.“
Für den deutschen Historiker Klaas Voß ist Müller ein reines Propagandakonstrukt: „Tatsächlich rechtfertigt lediglich Müllers Bedeutung im Propagandakrieg der DDR gegen Westdeutschland den hohen Stellenwert, den ihm deutschsprachige Darstellungen zu den Söldnern im Kongo einräumten. Zu jener für die Simbas unbezwingbaren Terrorgestalt, zu der ein ostdeutscher Dokumentarfilm (Der lachende Mann, 1966) ihn und andere ‚Negerkiller‘ stilisierte, taugte grade der Kongo-Müller nicht.“

## „Kongo-Müller“ in der Populärkultur
- Anleihen finden sich in dem Film Katanga. Hier basiert die Figur Henlein auf der Person Müllers.
- Unverkennbare Parallelen weist die Figur des Kongo-Otto in Dieter Hallervordens Komödie Didi und die Rache der Enterbten (1985) auf: ein ehemaliger Bundeswehrfeldwebel wird in Afrika zum Staatsfeind Nummer 1.
- Der Bundeswehr-Brigadegeneral Bernd Müller trug wegen seines forschen Auftretens den Spitznamen Kongo-Müller.[22][23]
- Die Figur Kurt Semler in Frederick Forsyths Roman Die Hunde des Krieges ist teilweise an Müllers Biographie angelehnt.

## Werke
- Les nouveaux mercenaires. Édition France-Empire, Paris 1965.
- Der moderne Krieg. In: Allgemeine Militärrundschau. Nr. 6 (Juni) 1966, S. 98–106.
- Die Kämpfe im Kongo – Operation Tshuapa. In: Allgemeine Schweizerische Militärzeitschrift (ASMZ). Nr. 3/1965, S. 129–134.

## Filme
- Kommando 52, Buch und Regie Walter Heynowski und Gerhard Scheumann, DEFA 1965
- Der lachende Mann, Buch und Regie Walter Heynowski und Gerhard Scheumann, DEFA 1966
- PS zum lachenden Mann, Buch und Regie Walter Heynowski und Gerhard Scheumann, DEFA 1966
- Der Fall Bernd K., Buch Walter Heynowski und Gerhard Scheumann; Regie Walter Heynowski und Peter Voigt, DEFA 1967
- Kongo Müller. Eine deutsch-deutsche Geschichte, Buch und Regie Siegfried Ressel, AR-Film 2010
- Kongomüller (Kurzspielfilm), Buch Olaf Rauschenbach; Regie Olaf Rauschenbach und Fabian Exter, Übermut tut gut! 2013